# 巴西柔术

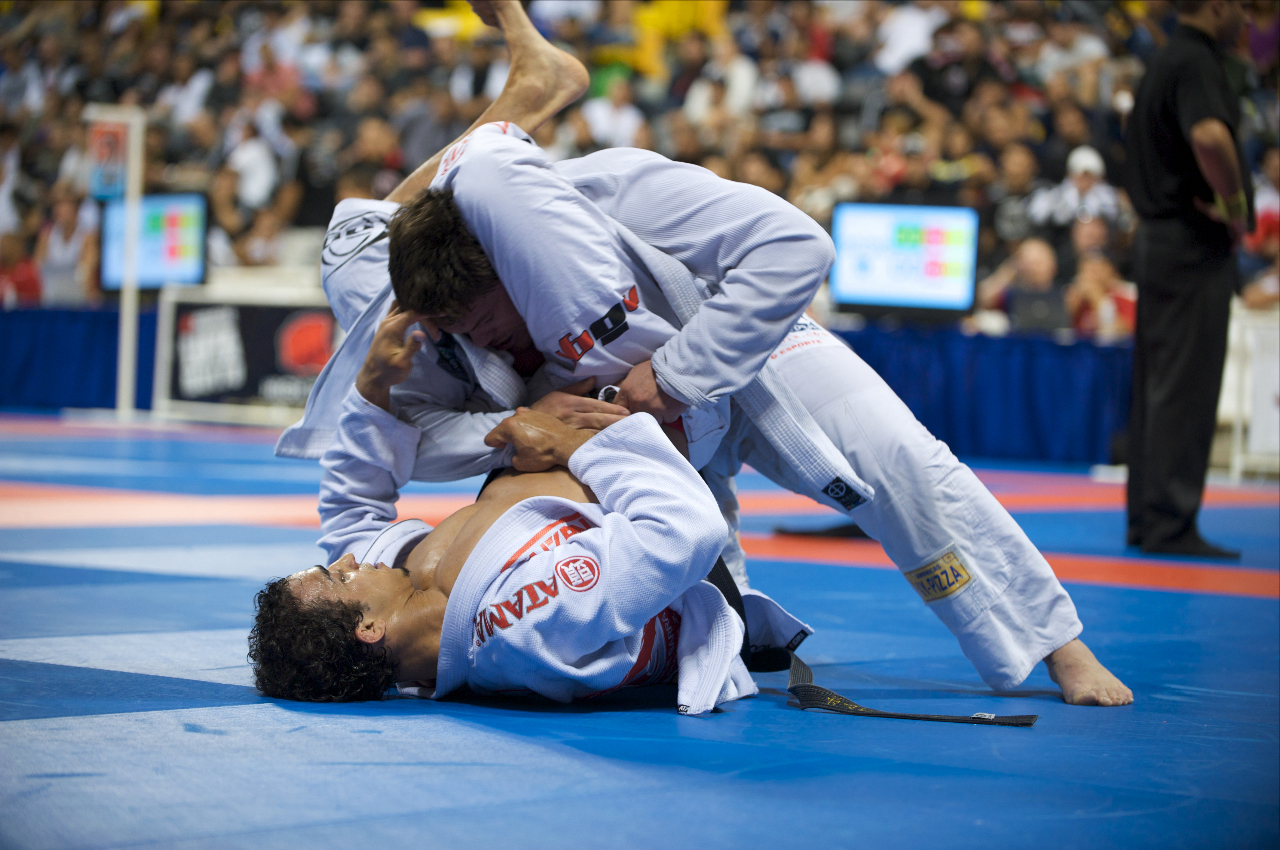
2009年世界柔术锦标赛上一名选手正在使出三角绞

巴西柔术（葡萄牙語：Jiu-jitsu brasileiro，縮寫為）是巴西武術，創始於巴西的格雷西家族，又稱格雷西柔術（葡萄牙語：Gracie Jiu-Jitsu，縮寫為）。
它起源於日本傳統柔術與嘉纳治五郎開創的柔道，由嘉纳治五郎弟子前田光世傳播至巴西。特色是重視地板扭鬥，以槓桿原理控制對手關節，來制服對手。即使身材矮小，也能以這些技巧來打敗對手。

## 历史
19世纪早期，日本有几百种传统柔术（古流柔术），嘉纳治五郎去掉了柔术一些危险的动作，将其体育化，成为柔道。柔道在日本得到了很大的发展，然而传统柔术中的很多技巧却逐渐失传。
1915年，嘉纳治五郎的弟子前田光世移民巴西并在帕拉州的首都貝伦定居，一年之后认识了当地望族蓋斯托·格雷西（Gastão Gracie)，他得到了格雷西家族的很大帮助。蓋斯托·格雷西西当时有五个儿子，三个女儿，為了回報，於是前田光世將柔道和一些传统柔术的技法教给了该家族的长子卡洛斯·格雷西（Carlos Gracie），卡洛斯格雷西又將這些技法教授給他的弟弟及兒女。后来由卡洛斯的弟弟，艾里奥·格雷西（Helio Gracie）在此基础上发扬光大，逐步形成了新的格斗术——巴西柔术。
1990年代羅伊斯·格雷西以巴西柔术打败多位对手，获得了UFC早期的多屆冠军，巴西柔术开始驰名世界。此武術也影響了後來發展的德國柔術。
同一時期其兄長瑞克森·格雷西（Rickson Gracie）亦在日本大放異彩，與環球摔角聯盟（Univer Wrestling Fedration，簡稱UWF）的高田延彥展開一系列的比賽，則成為日本混合武術格鬥團體（PRIDE）的源流，更使得巴西柔術與混合武術格鬥在日本更廣為人知。

## 特色
它的技术和策略都基于对地面打斗的深入研究。柔术练习者，擅长将对手拖向地面，然后在地面上获得控制的姿势。巴西柔术的技巧主要是位置控制以及各种降服技巧；一旦形成控制姿势，柔术练习者可以使用关节技、绞技或击打技术（现代竞技比赛中取消了击打技术）等多种攻击手段，将对手制服。
它重视一种原理即身材矮小不占优势者也能通过杠杆原理和合适的技巧成功地与高大强壮的攻击者对抗。巴西柔术可以用来自卫，参加竞技武術锦标赛以及混合武術格鬥大赛。格鬥与实战演练在训练中具有很重要的作用。
巴西柔術主要的側重點在於地板戰，也就是寢技的施展方面。當巴西柔術選手在施展關節技之前，會先設法把對手摔倒在地上，以方便施展關節技打敗對方。

## 比赛
国际巴西柔术联合会举办有世界柔术锦标赛等多项巴西柔术赛事。

## 外部連結
- 國際巴西柔術協會 （页面存档备份，存于）（英文）
- 台灣巴西柔術學院 （页面存档备份，存于）（繁體中文）
- 萌芽柔術 kids jiujitsu  （页面存档备份，存于）
- 直柔術Straight Jiu-Jitsu （页面存档备份，存于）（繁體中文）